# Juliette Villard
Juliette Villard (* 30. November 1942; † 16. März 1971) war eine französische Schauspielerin, die mit 28 Jahren nach kurzer schwerer Krankheit verstarb. Von 1964 bis zuletzt spielte sie in mehr als einem Dutzend Film- und Fernsehproduktionen mit.

## Filmografie  (Auswahl)
- 1969: Die Lederstrumpferzählungen (Fernsehmehrteiler)